# المعبد الجنائزي لأمنحتب الثالث

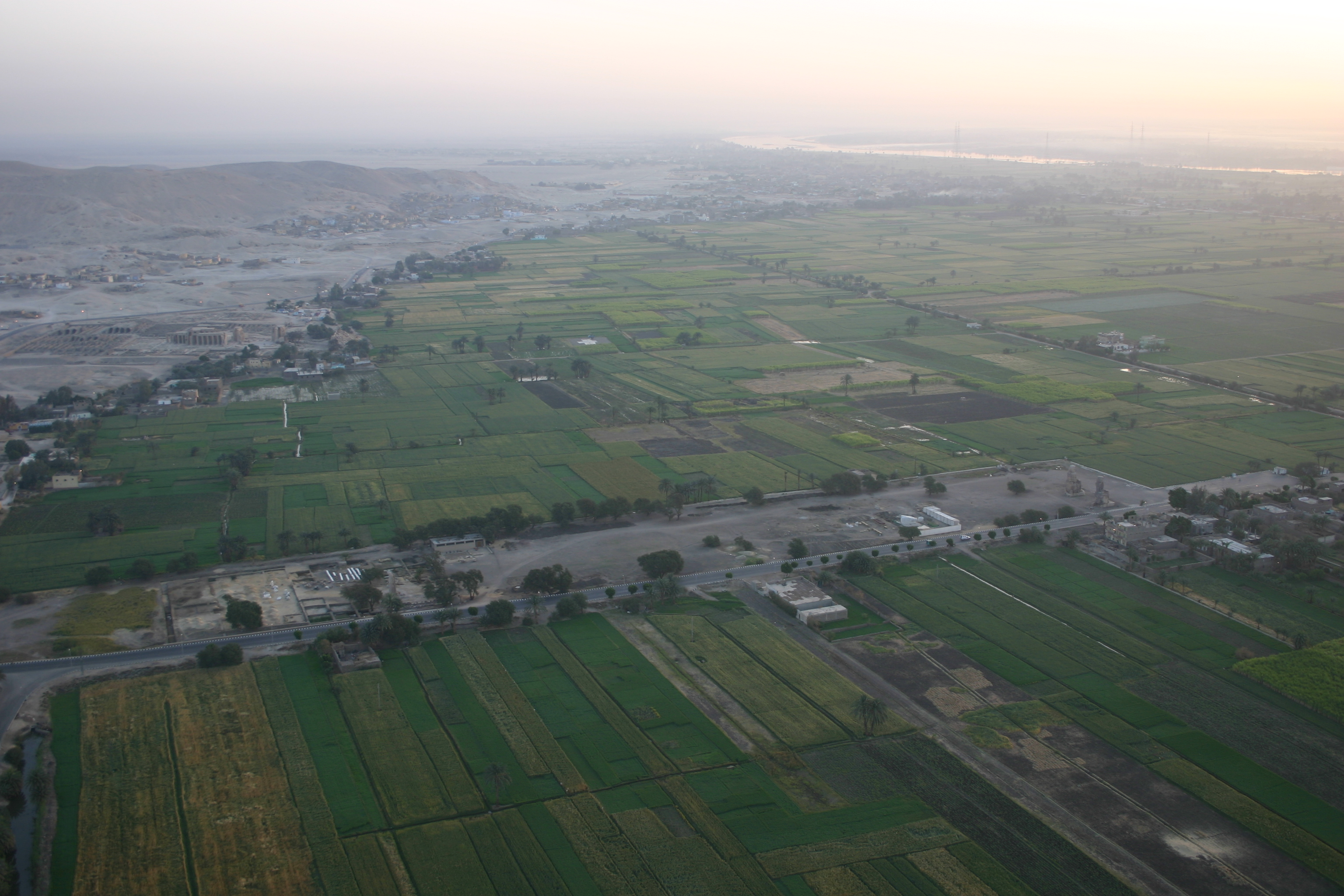
Aerial view of the Mortuary Temple of Amenhotep III

المعبد الجنائزي لأمنحتب الثالث، هو من المعابد الجنائزية التي كانت تبنى للأموات في مصر القديمة، يقع هذا المعبد أمام معبد مرنبتاح مباشرة، ويعتبر هذا المعبد متحف مكشوف له سحره يستطيع فيه المرء ان يتبع التخطيط الأصلي للمعبد.

## الفناء المفتوح
الفناء المفتوح لأمنحتب الثالث عبارة عن فناء هائل يضم 64 عمودا بتيجان على شكل حزم البردي، موزعة في صفين على ثلاثة جوانب من الفناء. ولقد زينت الأعتاب، أو العوارض الأفقية، المستندة على قمة الأعمدة، بالخراطيش التي تحتوي على اسم الملك وألقابه.
ويعد الفناء المفتوح هو مكان التجمع الرئيسي لعامة الشعب حين يزورون المعبد ليقدموا ولاءهم للمعبود وللملك، حيث لم يكن مسموحاً لهم بالدخول إلي الأفنية الداخلية وقدس أقداس المعبد ومقاصيره الداخلية.

## حجرة مائدة القرابين
عندما كانت توضع مركب آمون-رع في مقصورتها بقدس الأقداس، كانت القرابين والتقديمات تقدم في حجرة مائدة القرابين التي بناها أمنحتب الثالث. وقد غطيت جدران هذه الحجرة بمناظر تظهر الملك وهو يقدم القرابين للمعبودات. كما أن الغرض من وضع موائد القرابين في المقابر هو أن تتحول إلى قرابين حقيقية، حيث كانت دائماً ما تزين بمناظر للطعام وقنوات المياه.

## صالة الإحتفالات
أضيفت صالة الأعمدة التي تشكل الآن مدخل معبد أمنحتب الثالث إلى شمال المعبد. وهي تتكون من سبعة أزواج من الأعمدة ذات تيجان على شكل زهرة بردي مفتوحة، ارتفاع كل عامود 25 قدم و 16م. وقد تركت جدران الصالة دون زخرفة بعد وفاة أمنحتب الثالث. وكان على خليفته أمنحتب الرابع أو أخناتون أن يزينها بدلاً من والده، إلا إنه نقل عاصمته إلى آخت-أتون التي تسمى أيضاً تل العمارنة.
ولم تزين الجدران حتى عصر توت-عنخ-آمون وحور محب، حيث زينت بمناظر تمثل الاحتفال السنوي برحلة قوارب الأرباب آمون-رع وموت وخنسو من الكرنك إلى معبد الأقصر. وفي عصر لاحق، أعاد ستي الأول ومرنبتاح وستي الثاني استخدام الجدران.

## صالة الأعمدة
صالة أمنحتب الثالث يستند سقفها على صفوف من الأعمدة. وهي تضم 32 عموداً بتيجان على شكل حزم البردي، موزعة في صفوف يتكون كل منها من أربعة أعمدة. وتزين الجدار الشرقي للصالة مناظر تمثل الملك مع حملة القرابين وهو يسكب السوائل ويقدم الأضاحي من الحيوانات والطيور والأسماك لآمون-رع ورفيقته أمونت. ويظهر الملك في بعض المناظر مع الكا الخاصة به وبصحبة المعبود منتو ليقدم القرابين لآمون-رع. ومن ضمن المناظر الهامة ما يصور الملك وهو يقود أربعة عجول ويقدم أربعة صناديق من الأقمشة الملونة، كما يقيم سقالة. وفي النهاية نرى الملك، يحتضنه آمون-رع الذي يقدم له علامة الحياة المديدة. وعلى اليسار، يوجد مذبح مكرس للإمبراطور قسطنطين الذي حكم في الفترة ما بين عامي 324 و 337م. وهو مزين بكتابات لاتينية.

## مقصورة القارب
كان قدس الأقداس الذي بناه أمنحتب الثالث هو المكان الذي كان يوضع فيه القارب المقدس لآمون-رع عندما كان يجلب من الكرنك. وفي عصر الإسكندر الأكبر أزيلت الأعمدة الأربع التي كانت تحمل السقف وبنيت المقصورة الموجودة حالياً. وقد زينت هذه المقصورة من الداخل ومن الخارج بمناظر تصور الإسكندر وهو يتعبد أمام المعبودات المصرية المختلفة. ولا تزال معظم الجدران التي تحيط بالمقصورة تعرض مناظر لأمنحتب الثالث وهو يتعبد أمام أرباب طيبة، إلا أنه في بعض الأحيان تم استبدال أمنحتب بالإسكندر.

## مقالات ذات صلة
- مدينة طيبة الجنائزية

## وصلات خارجية
- مشروع تخطيط طيبة
- أطلس مدينة طيبة الجنائزية
- الموقع الرسمي لمحافظة الأقصر